# (5719) Křížík
(5719) Křížík est un astéroïde de la ceinture principale.

## Description
(5719) Křížík est un astéroïde de la ceinture principale. Il fut découvert le 7 septembre 1983 à l'observatoire Kleť par Antonín Mrkos. Il présente une orbite caractérisée par un demi-grand axe de 2,22 UA, une excentricité de 0,17 et une inclinaison de 4,4° par rapport à l'écliptique.

## Étymologie
Cet astéroïde est nommé en l'honneur de František Křižík.

## Compléments